# Kruševica (Ljubinje)
Pour les articles homonymes, voir Kruševica.
Kruševica (en serbe cyrillique : Крушевица) est un village de Bosnie-Herzégovine. Il est situé dans la municipalité de Ljubinje et dans la république serbe de Bosnie. Selon les premiers résultats du recensement bosnien de 2013, il compte 123 habitants.

## Démographie

### Évolution historique de la population dans la localité
| 1948 | 1953 | 1961 | 1971 | 1981 | 1991 | 2013 |
| ---- | ---- | ---- | ---- | ---- | ---- | ---- |
| 541  | 535  | 490  | 433  | 340  | 233, | 123  |

|  |